# Simeon Piget
Siméon Piget,  libraire parisien,  reçu imprimeur-libraire le 30 juin 1639, est marguillier de Saint-Benoit en 1660 et syndic de sa paroisse (à compter du  9 septembre 1663). Il est mort le 6 mars 1668 dans la même paroisse Saint-Benoit à Paris.

## Une famille de libraires
Son épouse poursuivit sa tâche d'édition jusqu'en 1705. Son fils, Jacques Ier devint libraire en 1666 et son cadet, Robert, devint libraire en 1669.
Sa fille épousa Jean II de la Caille. Une dynastie d'imprimeur les suit, notamment : en 1711, Jacques II, fils de Robert, libraire, mort en 1719 et en 1719. Marie-Charpentier, veuve de Jacques II, libraire en 1724. Elle se marie à Pierre II Gandouin, et se remarie à J. B. Gilbert. Elle est morte en 1763. Leur succèdent également : Jacques-François, premier fils de Jacques II, libraire et Pierre,  deuxième fils de Jacques II, libraire le 23 avril 1735, qui meurt en 1747, quai des Augustins, paroisse Saint-André-des-Arts, puis Thérèse de Raysouche de Montet, veuve du précédent, libraire le 23 avril 1747, et en 1751 se remarie à Rombaut Davidts.
Siméon Piget fut un des libraires les plus célèbres de son temps. Il était en  correspondance dans toute l'Europe pour son commerce de livres, et en faisait un « très-grand trafic. »

## Éditions célèbres
- En 1642 : Samuelis Peliti Observationum libri quatuor, in-4°;

- En 1643 : Vie de Madame de Chantai in-4* et in-8°. La même année :  Rituale Grxcorum gr. et lat. auct. Goar, in-fol et Amphilochii opera gr. lat.

- En 1644,  le cours de Pierre Hérigone.

- Autres œuvres :  une  Biblia Magna, in-fol, 5 vol . et une Biblia Maxima, in-fol., 19 vol.

Sa  marque était une Fontaine,  celle de Gilles Morel, avec qui il s'était associé, et auquel il avait acheté l'imprimerie et la librairie. 
Plus tard, Piget prit pour marque la Prudence, qui était celle de Joseph Cottereau. dont il avait également acheté le fonds de librairie.